# Sternheim & Emanuel

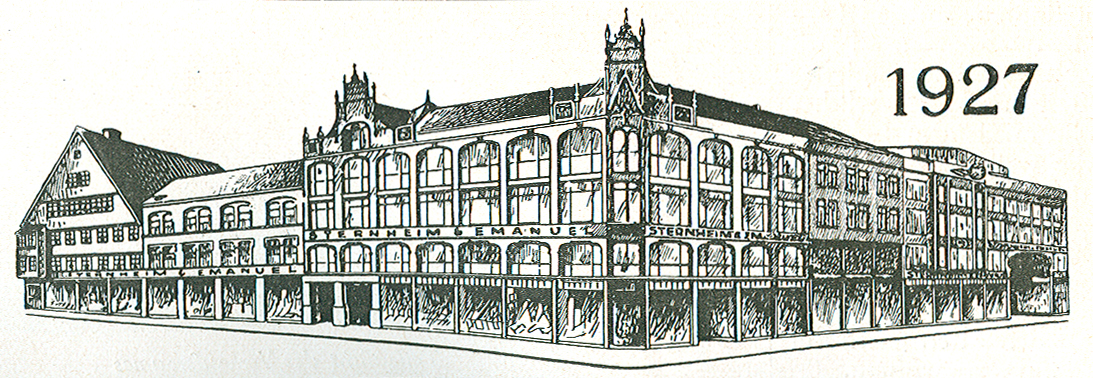
Gebäudekomplex Sternheim & Emanuel 1927 in der Osterstraße und der Große Packhofstraße

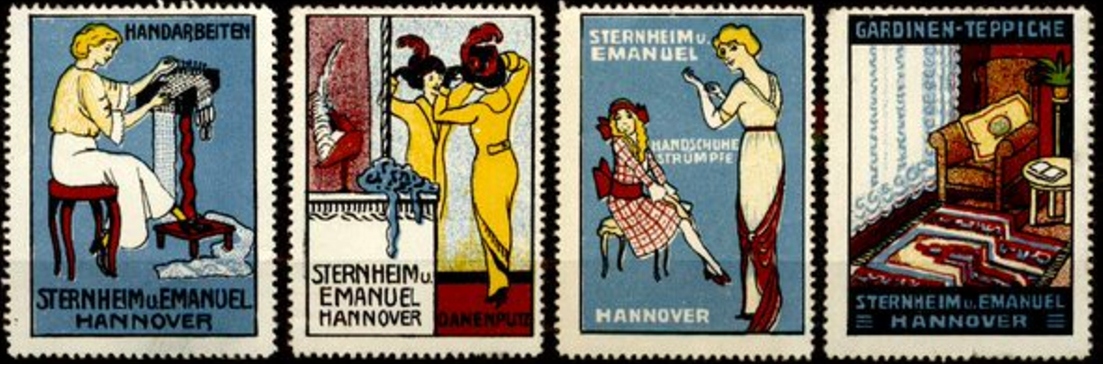
Reklamemarken für das Modehaus, anonymer Künstler

Das Kaufhaus Sternheim & Emanuel in Hannover war ein Ende des 19. Jahrhunderts von jüdischen Kaufleuten gegründetes Kaufhaus, das 1933 als eines der ersten vom sogenannten „Judenboykott“ betroffen war. Nach der Arisierung 1938 durch die hannoversche Stadtverwaltung wurde es später unter dem Namen Kaufhaus Magis geführt.

## Geschichte

### Beginn und Aufstieg

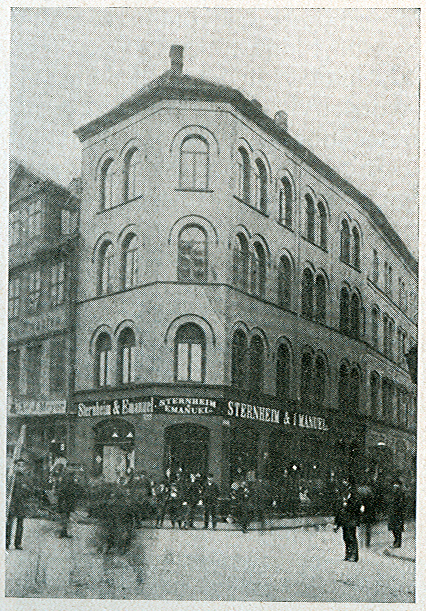
Das Stammhaus Große Packhofstraße 44 im Jahr 1886

Das Kaufhaus Sternheim & Emanuel wurde im Oktober 1886 von den Kaufleuten Louis Sternheim (* um 1862; † 1941 in der Schweiz) und Max Emanuel († 1899) gegründet, zunächst als Textil- und Manufakturwarenhandlung in Mieträumen des Hauses Große Packhofstraße 44. Nur wenig später erwarben die Kaufleute das Gebäude und bauten es um, um es 1896 durch einen Neubau zu ersetzen: Unter Hinzufügung des zugekauften Grundstückes Osterstraße 99 entstand „ein für damalige Verhältnisse sehenswertes Kaufhaus“.
Durch Zukäufe benachbarter Grundstücke und Gebäude und entsprechende Neu- und Umbauten bis 1927 entstanden rund 9.000 m² Nutzfläche mit gut 300 Beschäftigten: Das Kaufhaus war zu einem Großen aufgestiegen.
Von allen Seiten war das Karree zwischen Osterstraße, Große Packhofstraße, Heiligerstraße und Johannishof zu betreten. In 30 Spezialabteilungen mit allen Artikeln für den täglichen Bedarf wurden Damen-, Herren- und Kinderbekleidung angeboten, Wäsche und Stoffe jeder Art, Kurzwaren, Damenputz und Handarbeiten, Gardinen und Möbelstoffe, Teppiche und Betten in allen Preislagen und vieles mehr.
Für den Gebäudekomplex wurde eine eigene, 300 PS starke Dieselmotoranlage betrieben, als Reserve standen große Akkumulator-Batterien zur Verfügung, um Strom zu erzeugen für rund 1.000 Licht-Brennstellen, Motoren und Akkumulatoren, Lasten- und Personenaufzüge.
Auch über eine seinerzeit moderne Freitreppe konnten die Besucher die vier Geschosse erreichen. 50 Post- und Haus-Telefonanschlüsse waren seinerzeit ebenso ein Nonplusultra wie ein sogenannter „Erfrischungsraum“ mit angeschlossener, eigener Konditorei. Täglich suchten tausende Kunden das Kaufhaus auf.
Doch schon in der Zeit der Weimarer Republik wurden nicht nur die Betreiber dieses Kaufhauses Zielscheibe von Antisemitismus: Im Januar 1929, während der großen Weltwirtschaftskrise,

„… machte in Hannover ein Flugblatt die Runde, in dem Kaufhäuser wie Sternheim & Emanuel, Max Molling & Co., Elsbach & Frank, Bormaß, Wolff u. a. als Raubinstitute bezeichnet wurden, von denen die schaffenden Deutschen systematisch ausgeplündert würden.“

### Die Zeit des Nationalsozialismus

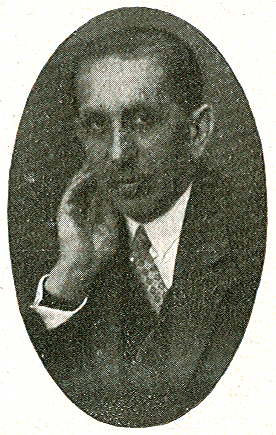
Louis Sternheim, einer der beiden Kaufhaus-Begründer

Da sich Sternheim & Emanuel in jüdischer Hand befand, war es kurz nach der Machtübernahme als eines der ersten Kaufhäuser durch die von den Nationalsozialisten angezettelten Boykott-Aktionen betroffen: Schon am 1. April 1933 begann der Terror gegen das Kaufhaus – am selben Tag wie auch der Überfall auf das Gewerkschaftshaus des Allgemeinen Deutschen Gewerkschaftsbundes (heute der Tiedthof an der Goseriede vor dem Steintor).
Nach weiteren Anfeindungen und Drohungen versuchten die Inhaber – mittlerweile war Paul Steinberg Teilhaber der Firma geworden – mehr als drei Jahre vergeblich, das Unternehmen zu verkaufen. Doch dann begannen Verhandlungen zwischen dem bis dahin in Mülheim ansässigen Norbert Magis sowie dem Firmengründer Louis Sternheim und dessen Schwiegersohn Karl Munter. Erhaltene Briefe belegen, dass die geführten Gespräche als „freundschaftlich“ empfunden wurden. Im Juni 1938 pachtete der Textilkaufmann Norbert Magis das Kaufhaus und übernahm das Warenlager und das Inventar zu einem von der Arisierungsbehörde der hannoverschen Stadtverwaltung heruntergesenkten Kaufpreis.
Wenige Monate später begann die sogenannte „Reichskristallnacht“. Dazu schilderte Nora Filter:

„Der alte Inhaber der Großen Doppelfirma Sternheim & Emmanuel bewohnte mit seiner ebenfalls jüdischen Frau die erste Etage des im Parterre wohnenden Hausbesitzers Schulze in der Richard-Wagner-Str./Grünewaldstraße-Gegend. Am späten Abend dieses berüchtigten 9. Nov. 1938 hörten die Parterrebewohner erschreckende Geräusche an den schweren Eichentüren ihres Hauses, die mit langen Äxten und Brecheisen von SA-Männern zerstört wurden. Kristallscheiben flogen in das Treppenhaus, das von dem kalten Wind im Nu ausgekühlt wurde.
Auch in der Wohnung der Sternheims wurde alles zerstört, was da war. Kein Stuhl blieb verschont, es waren ja genug vernichtende SA-Hände schonungslos am Werk. In den Schlafräumen wurden alle Federbetten zerschnitten und ihr Inhalt verstreut, teils aus dem Fenster, deren Scheiben eingeschlagen waren, so dass es durch alle türlos gewordenen Räume Heftig durchzog. An ein Bewohnen war nicht mehr zu denken.“

Während die Familie des Kaufhaus-Teilhabers Paul Steinberg 1938 nach Argentinien emigrierte, wurde Louis Sternheim in ein Konzentrationslager verschleppt. Im Jahr des Beginns des Zweiten Weltkrieges konnte Sternheim 1939 jedoch in die Schweiz fliehen. Grundstücke und Geschäftshaus hatte das „Dritte Reich“ eingezogen. Norbert Magis aber sandte aus freien Stücken Zahlungen an die ehemaligen Eigentümer des Kaufhauses, um wenigstens einigermaßen den von den Nationalsozialisten herabgesetzten Kaufpreis für Waren und Inventar auszugleichen.
Sternheim starb 1941 in der Schweiz. Nur wenig später wurde der nunmehr Kaufhaus Magis genannte Gebäudekomplex durch die Luftangriffe auf Hannover zerstört.

### Wiedergutmachung und Wege zur Versöhnung
Nach dem Ende des Zweiten Weltkrieges führten die Erben der ehemaligen Inhaber von Sternheim & Emanuel teils erbitterte Verhandlungen um Wiedergutmachung.
Die Familie Steinberg, jüdische Nachfahren von Sternheim & Emanuel, lebten zu Beginn des 21. Jahrhunderts mittlerweile verstreut von Südamerika bis Israel und hatten Mühe, überhaupt untereinander Kontakt halten zu können.
Und knapp 70 Jahre nach den Arisierungen hatten weder die Familien der Steinbergs noch die Magis Kenntnis voneinander. Als dann im Oktober 2007 die Hannoversche Allgemeine Zeitung von einem Besuch der jüdischen Steinbergs berichtete, kamen spontan vier der insgesamt sieben Kinder von Norbert Magis aus ganz Deutschland ebenfalls nach Hannover. Stundenlang saßen Menschen zusammen, die sich nie zuvor gesehen hatten, hörten ihre Geschichten, schauten ihre Bilder an. Und in einer nicht selbstverständlichen Konstellation „entstand eine persönliche Atmosphäre“. Die Kinder von Norbert Magis beschlossen eine Aufarbeitung der Geschichte des Kaufhauses Sternheim & Emanuel unter Zuhilfenahme eines Historikers. Mit der Unterstützung der Steinbergs konnten sie rechnen: „Wir halten das für einen guten Weg“, erklärte Ursula Steinberg, Großnichte des früheren jüdischen Teilhabers Paul Steinberg.